# Sten Lilja
Sten Albin Lilja, född den 4 november 1861 i Björsäters socken, Östergötlands län, död den 23 april 1929 i Växjö, var en svensk ämbetsman.
Lilja blev 1881 student vid Uppsala universitet och 1885 vid Lunds universitet, där han avlade hovrättsexamen 1887. Han blev extra ordinarie notarie i Svea hovrätt 1889, vice häradshövding 1891, extra länsnotarie i Norrbottens län län 1892, ordinarie länsnotarie 1901, landssekreterare där 1906 och i Kronobergs län 1913. Lilja blev riddare av Nordstjärneorden 1912 och kommendör av andra klassen av samma orden 1924.